# 스토레아툴라속
스토레아툴라속(Storeatula)은 은편모조류 속의 일종이다. 스토레아툴라 마조르(Storeatula major) 종을 포함하여 2종으로 이루어져 있다.